# جيسون أكونيا
جيسون شانون أكونا (من مواليد 16 مايو 1973) ممثل أمريكي عرف فنياً باسم وي مان هو أيضا شخصية تلفزيونية ومؤدي حيل ومحترف تزلج على اللوح ، وأحد نجوم برنامج جاكاس على قناة إم تي في ومضيف عرض التزلج 54321 على شبكة شبكة فوكس الرياضية .

## روابط خارجية
- جيسون أكونيا على موقع IMDb (الإنجليزية)
- جيسون أكونيا على موقع ألو سيني (الفرنسية)
- جيسون أكونيا على موقع ميوزك برينز (الإنجليزية)
- جيسون أكونيا على موقع أول موفي (الإنجليزية)
- جيسون أكونيا على موقع قاعدة بيانات الأفلام السويدية (السويدية)
- جيسون أكونيا على موقع إن إن دي بي (الإنجليزية)
- جيسون أكونيا على موقع ديسكوغز (الإنجليزية)
- جيسون أكونيا على موقع قاعدة بيانات الفيلم (الإنجليزية)
- جيسون أكونيا على موقع كينوبويسك (الروسية)
- جيسون أكونيا في قاعدة بيانات الأفلام على الإنترنت
- Official website
- Wee Man and Preston Lacy on Tom Green Live